# Gathering Mercury
| Críticas profissionais | Críticas profissionais |
| Avaliações da crítica  | Avaliações da crítica  |
| Fonte                  | Avaliação              |
| ---------------------- | ---------------------- |
| allmusic               | link                   |

Gathering Mercury é o décimo primeiro álbum de estúdio do cantor escocês Colin Hay, lançado em 29 de março de 2011.

## Faixas
Todas as faixas por Colin Hay, exceto onde anotado.
1. "Send Somebody" (Georgiades, Hay) – 4:37
2. "Family Man" — 4:24
3. "Invisible" — 4:03
4. "Dear Father" — 3:19
5. "Gathering Mercury" (Hay, Noel) — 4:21
6. "Half A Million Angels" (Georgiades) – 4:03
7. "Far From Home" — 3:53
8. "Where The Sky Is Blue" — 4:05
9. "A Simple Song" — 3:30
10. "Goodnight Romeo" — 2:49